# 埃利尼
埃利尼（義大利語：Elini），是意大利撒丁大区努奥罗省的一个市镇。总面积10.9平方公里，人口559人，人口密度51.3人/平方公里（2009年）。ISTAT代码为105005。